# Castell de Rubió (Anoia)
El castell de Rubió és un castell termenat situat en un penyal sobre el poble de Rubió.
L'estructura del castell medieval està actualment força destruïda, encara que es manté la part inferior de la torre circular que fou construïda amb aparell de carreus vers el segle xi, així com les restes d'uns murs perimetrals de bona factura, aquests probablement són fruits d'una ampliació feta entre els segles XII-XVIII. Darrerament s'han construït unes escales d'accés, de pedra, que permeten accedir a l'interior de les restes.
Va ser declarada Bé Cultural d'Interès Nacional per decret publicat al BOE el 05-05-1949.

## Història
El castell va ser documentat per primera vegada segons algunes fonts, el 1063, i per altres, el 1069, malgrat que es creu que el castell fou erigit a finals del segle x. Pere de Bertran de Rubió el governava el 1198 i a l'inici del s.XIV era senyorejat pel llinatge dels Castellolí. Passà després als Timor: Francesca Timor fou muller de Berenguer de Boixadors. El seu fill, Bernat de Boixadors comprà el 1380 la jurisdicció de Rubió al rei Pere el Cerimoniós. El net d'aquest, Bernat Guerau de Boixadors i d'Urries, s'enfrontà la Generalitat al costat dels joanistes en la Guerra civil catalana de 1462. El llinatge dels Boixadors rebé més tard els comtats de Savallà i de Peralada. El capbreu de 1752-1755 reconeix senyor en Bernat Antoni de Boixadors. Mantingueren la senyoria fins a la fi de l'Antic Règim. Al voltant del castell termenat es va formar un nucli de població, actualment bastant reduït.